# Plana Alta
La Plana Alta est une comarque de la province de Castellón, dans la Communauté valencienne, en Espagne. Son chef-lieu est Castellón de la Plana.

## Communes
Jusqu'en 2022 :
- Almassora
- Benicàssim
- Benlloch
- Borriol
- Cabanes
- Castellón de la Plana
- Les Coves de Vinromà
- Oropesa del Mar
- La Pobla Tornesa
- Sant Joan de Moró
- Sarratella
- Sierra Engarcerán
- Torre Endoménech
- Torreblanca
- Vall d'Alba
- Vilafamés
- Vilanova d'Alcolea

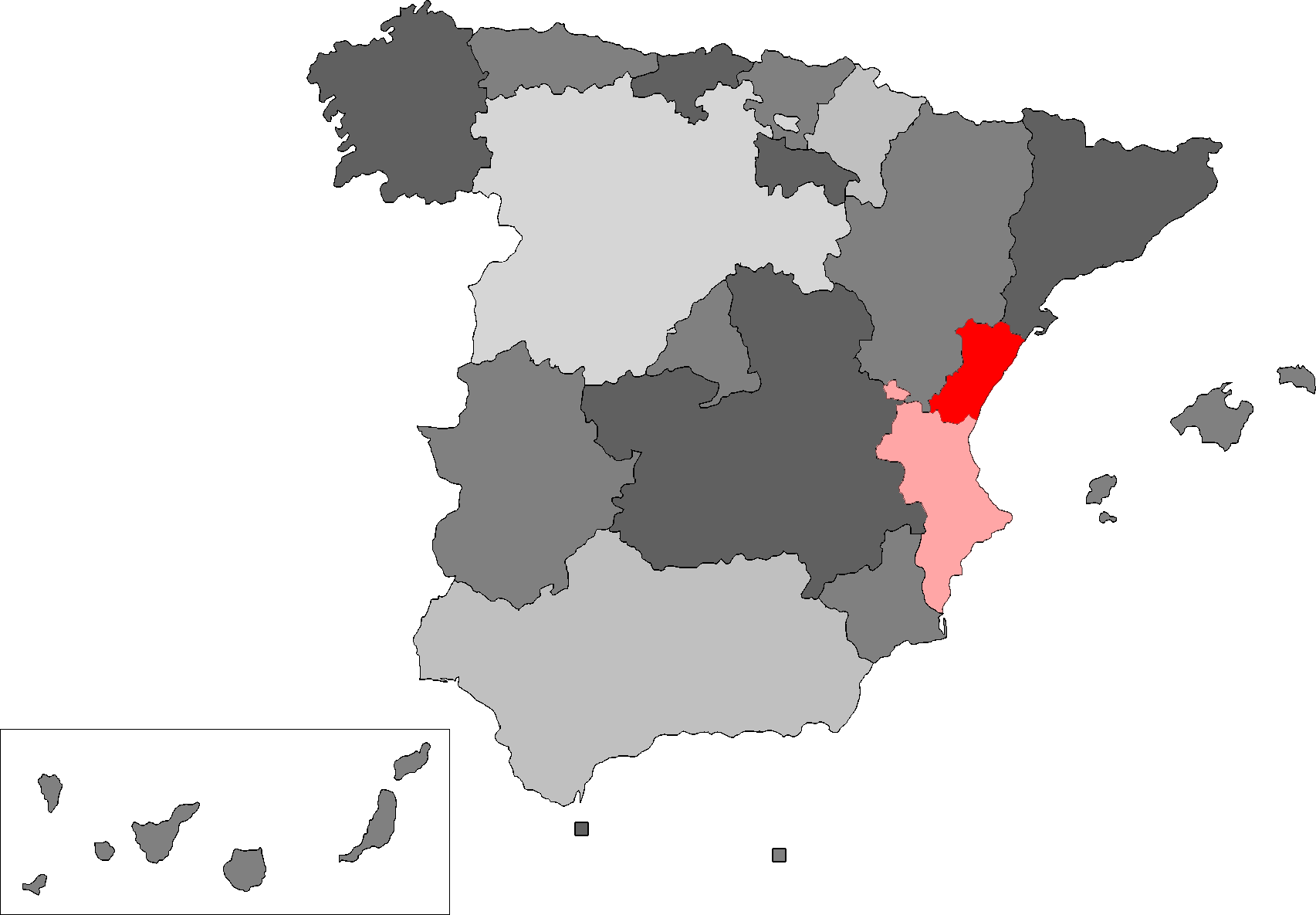
Localisation de la Province de Castellón dans la Communité de Valence

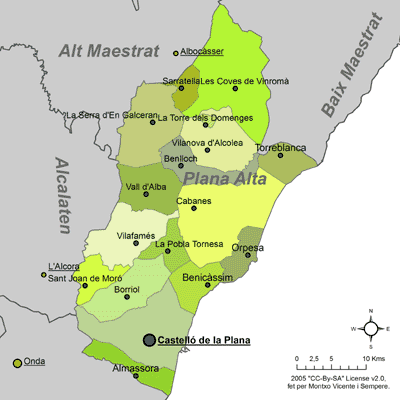
Communes de la Plana Alta

À partir de 2023 n'inclut pas La Serratella.